# Platycheirus harrisi
Platycheirus harrisi är en tvåvingeart som först beskrevs av Miller 1921.  Platycheirus harrisi ingår i släktet fotblomflugor, och familjen blomflugor. Inga underarter finns listade i Catalogue of Life.